# قطعة من اللحم
«قطعة من اللحم» قصة قصيرة كتبها جاك لندن ظهرت لأول مرة في المجلة الأمريكية «منشور يوم السبت» في شهر نوفمبر عام 1909, استغرق الأمر منه نصف شهر فقط لكتابتها وكسب خمسمائة دولار.

## الحبكة
تتمحور القصة مع توم كينج وهو الملاكم الذي وصل إلى نهاية مسيرته المهنية. كان نجمًا رائعًا أنفق المال بحرية وبسخاء على نفسه وعلى الآخرين، وأصبح فجأة فقيرًا لدرجة أن التجار المحليين لن يقرضوه ما يكفي من المال للحصول على قطعة لحم. قبل قتاله ضد النجم الصاعد (ساندل) كان يأكل الخبز والمرق فقط ويضطر لترك زوجته وأطفاله إلى الفراش دون طعام.
تفاصيل معظم القصة حول مباراته في الملاكمة مع ساندل الذي يصغره سناَ بكثير ويتمتع بقدرة على التحمل وقدرات تعافي أفضل بكثير من توم كينج على الرغم من أنه أكثر خبرة وتقدماً من الناحية التكتيكية من ساندل، إلا أن توم كينج كان يخسر المعركة.
كان يدرك تماماً أنه لو كان قادرًا على تناول شريحة لحم قبل القتال لكانت النتيجة مختلفة. ولأنه سبق وحصل على نصيب الخاسر من النقود، فإنه يترك المعركة مفلساً وفي حالة يأس. تنتهي القصة ببكاء توم كينج في طريقه إلى المنزل لمسافة ميلين لأنه لا يستطيع تحمل تكلفة ركوب سيارة أجرة.

## التحليلات
تُظهر القصة الطبيعة المقيتة للفقر. تمت كتابة «قطعة من اللحم» في ذروة حركة الكتابة الطبيعية، والتي سعت إلى تصوير التجارب الإنسانية في مواجهة الداروينية الاجتماعية.
من بين مواضيع أخرى، تتناول القصة قضية الشيخوخة وحتمية الانحدار نحو الموت في نهاية المطاف. بالإضافة إلى ذلك، فإنه يوضح القصة النموذجية القديمة للمقاتل الناضج ذو الخبرة الذي يكافح ضد منافس قوي وطموح.